# Giulio Musso
Giulio Musso (Asti, 4 marzo 1851 – Asti, 14 giugno 1915) è stato un pittore italiano.

## Biografia
Pittore romantico generista e ritrattista, si rifece alla scuola lombarda di Mosè Bianchi. Imparò le nozioni artistiche  presso lo studio di Enrico Gamba di Torino.
Alcune traversie famigliari lo costrinsero ad abbandonare i suoi perfezionamenti torinesi. Tornato ad Asti, per il proprio sostentamento, svolse anche l'attività di decoratore affrescando molte chiese e palazzi dell'astigiano.
Sono di Musso, in collaborazione con Paolo Arri,  le decorazioni pittoriche del palazzo municipale di Asti, in particolare i quattro medaglioni con all'interno i ritratti di astigiani illustri: Benedetto Alfieri, Alberto Castigliano, Giuseppe Maria Bonzanigo, Giovan Giorgio Alione.
Nel 1898 partecipò alla Esposizione generale italiana a Torino.
Nel 1901 gli fu commissionato il Sendallo per la Corsa del Palio di quell'anno, che non venne però assegnato perché non disputato.
Alcune opere di Giulio Musso sono presenti nella pinacoteca civica di Asti:
- Donne oranti
- Studio
- Vecchia dormiente